# François Durpaire
François Durpaire, né le 14 août 1971 à Poitiers (Vienne, France), est un universitaire, historien et consultant de BFM TV et spécialisé dans les questions d'éducation et de diversité culturelle aux États-Unis et en France ainsi qu'un militant pour une République davantage multiculturelle.

## Biographie
François Durpaire est le fils de Jean-Louis Durpaire, inspecteur général honoraire de l'Éducation nationale.
Il suit une classe préparatoire littéraire au lycée Carnot de Dijon en 1989, puis au lycée Henri-IV. Après l'obtention de l'agrégation d'histoire à l'université Panthéon-Sorbonne (1996), il enseigne pendant dix ans dans l'enseignement secondaire. En 2004, il obtient son doctorat en histoire, sur le rôle des États-Unis dans la décolonisation de l'Afrique noire francophone (1945-1962).
Depuis 2013, il est maître de conférences en sciences de l’éducation à l'université de Cergy-Pontoise. Depuis 2018, il est membre du laboratoire BONHEURS (Bien-être, organisations, numérique, habitabilité, éducation, universalité, relation, savoirs) de l'université de Cergy-Pontoise. Il est à l'origine de « La semaine du bonheur à l'école » et du label « Les écoles du bonheur » pour les établissements scolaires qui mettent en avant le bien-être des élèves et des personnels.
Avec la sociologue Béatrice Mabilon-Bonfils, il y travaille sur la notion de « fin de l’école » et sur l’émergence d’une ère de « savoir-relation ».
En octobre 2007, il fait paraître, avec Olivier Richomme (de l'université Lumière Lyon-II), la première biographie en langue non anglaise du président américain Barack Obama.

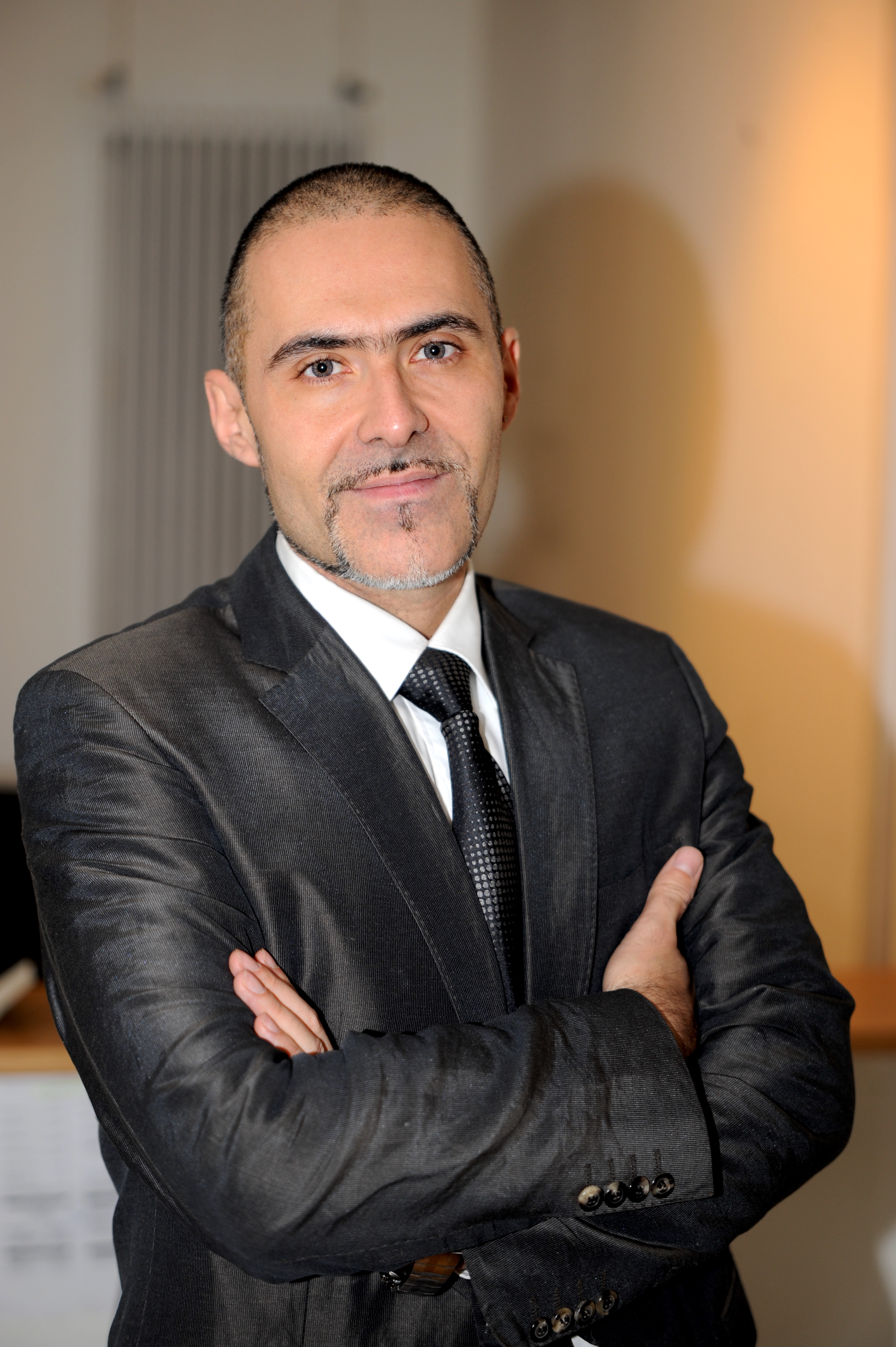
François Durpaire, le 16 janvier 2010 à Paris.

De 2009 à 2016, Durpaire est membre du Comité national pour la mémoire et l'histoire de l'esclavage (CNMHE).
Auteur de bandes dessinées, il scénarise la trilogie à succès La Présidente (de 2015 à 2017) avec Farid Boudjellal où il imagine la victoire de Marine Le Pen à la présidence de la République. Les deux auteurs récidivent à l'occasion de l'élection présidentielle de 2022 en imaginant dans ÉlyZée les cent premiers jours de la présidence d'Éric Zemmour.

## Médias
François Durpaire est consultant à la télévision sur les États-Unis (notamment pour BFM TV). Il est chroniqueur radio dans l'émission Transversales (RFO) de 2010 à 2016.
Il est l'auteur de plusieurs documentaires : « Martin Luther King, la voie de la liberté » et « Obama, un rêve métissé » en 2012 (produits par BBC Worldwide). En 2015, il est co-auteur et co-réalisateur avec Hicham Ayouch de « Katrina, 10 ans après » (produit par Keep Shooting). 
Depuis 2014, il est responsable des antennes et de la grille de la chaîne de télévision FDM TV.
Depuis 2015, il présente l’émission Avant j’aimais pas la politique pour Demain TV.
En 2016, la romancière Calixthe Beyala critique l'adoption par François Durpaire de certains des codes capillaires africains.
Il est invité ponctuel de l'émission C dans l'air sur France 5. Depuis 2020, il est chroniqueur dans l'émission On va plus loin dont il est à l'origine avec Raphaël Kahane tous les jeudis soir sur France 24.  
Depuis 2020, il présente l'émission Diaspora, dans laquelle il invite des personnalités issues des diasporas francophones sur la chaîne Télésud.
Depuis cette même année, il est aussi intervenant occasionnel pour l'émission Enquêtes Paranormales sur C8.

## Engagements
François Durpaire est un militant pour une République davantage multiculturelle. Il est président du Mouvement pluricitoyen, fondé le 20 janvier 2009 autour de l'Appel pour une République multiculturelle et postraciale lancé avec Lilian Thuram, Rokhaya Diallo (des Indivisibles), Marc Cheb Sun (de Respect Mag) et Pascal Blanchard. Son slogan est « Nous sommes tous la France ».
Pendant la campagne présidentielle française de 2012, le Mouvement soutient la candidature d'Aurélien Tricot, maire-adjoint de Poitiers, pour les primaires à gauche. Puis, il participe avec le collectif ACLEFEU à la mobilisation civique des quartiers populaires, notamment en réunissant « 59 artistes contre l'abstention » autour d'un clip et de spots télévisés. 
Depuis janvier 2013, le Mouvement soutient le vote des étrangers aux élections locales.

## Prix et distinctions
- Prix du meilleur essai 2020 France Télévisions, Histoire mondiale du bonheur[21]
- Trophée des arts afro-caribéens 2018 pour l'essai, L'Amérique de Barack Obama[22]

## Accusation de viol
Le 1er septembre 2022, François Durpaire est mis en examen et placé sous contrôle judiciaire à la suite d'une plainte pour viol, déposée par une ex-compagne, pour des faits qui dateraient de mai 2011, qu'il nie.
Après sa mise en examen, BFM TV annonce (« discrètement » selon Le Figaro) la mise en retrait de son consultant « le temps de l'enquête » et, les années passant, définitivement semble-t-il[Interprétation personnelle ?].

## Publications

### Sur l'éducation et le bien-être
- François Durpaire, Enseignement de l'histoire et diversité culturelle, Nos ancêtres ne sont pas les Gaulois, Paris, CNDP, Hachette Éducation, 2002, 159 p. (ISBN 2-01-170740-4)
- François Durpaire et Béatrice Mabilon-Bonfils, Indignons-nous pour notre école !, Paris, Caraïbeditions, 2012
- François Durpaire et Béatrice Mabilon-Bonfils, La fin de l'école. L'ère du savoir-relation, Paris, PUF, 2014.
- Contribution à Ecole et mutation, de Martine Meskel-Cresta, Jean-François Nordmann etc., Louvain, De Boeck, 2014
- Contribution à Eprouver le corps, Corps appris, corps apprenant, de Christine Delory-Momberger., Paris, érès, 2016
- François Durpaire et Béatrice Mabilon-Bonfils, Fatima moins bien notée que Marianne. L'islam et l'école de la République, Paris, L'aube, 2016.
- François Durpaire (Dir.) Les écoles du bonheur suivi de Cinq leçons pour apprendre à être heureux, Paris, éditions Teraedre, 2018.
- François Durpaire (Dir.) Histoire mondiale du bonheur, Paris, Cherche Midi, 2020 (ISBN 978-2-7491-6097-9)

### Sur les identités
- François Durpaire, France blanche, Colère noire, Paris, Odile Jacob, 2006, 276 p. (ISBN 2-7381-1807-0, lire en ligne)
- François Durpaire, Luc Laventure (dir.), La Révolution antillaise, Paris, Eyrolles, 2009
- François Durpaire, Lilian Thuram... (Dir.), Appel pour une République multiculturelle et postraciale, Paris, Groupe SOS, 2010
- François Durpaire, Poétique de la Race, texte introductif à l'ouvrage Black Revolution, Paris, Démopolis, 2010
- Contribution à Ruptures postcoloniales, de Nicolas Bancel, Pascal Blanchard, etc., Paris, La Découverte, 2010
- Contribution à La France noire, de Pascal Blanchard, Paris, La Découverte, 2012
- Contribution à La France une et multiculturelle, de Edgar Morin et Patrick Singaïny, Paris, Fayard, 2012
- François Durpaire, Nous sommes tous la France ! Essai sur la nouvelle identité française, Paris, Philippe Rey, 2012
- Passi et Steeve Balende (préf. François Durpaire), Explications de textes, Paris, Fetjaine, 2013, 329 p. (ISBN 978-2-35425-513-8)
- François Durpaire... (Dir.), Lettre ouverte contre l'instrumentalisation politique de la laïcité, Paris, L'aube, 2017
- François Durpaire, Nos ancêtres ne sont pas gaulois !, Contre-histoire de France, Paris, Albin Michel, 2018, 309 p. (ISBN 978-2-226-32493-1)

### Sur l'histoire des États-Unis
- François Durpaire, André Kaspi, Hélène Harter et Adrien Lherm, La Civilisation américaine, Paris, PUF, 2004 (ISBN 978-2-13-080038-5)3e édition refondue 2020
- François Durpaire, Les États-Unis ont-ils décolonisé l'Afrique noire Francophone ?, Paris, L'Harmattan, 2005, 356 p. (ISBN 2-7475-8694-4)
- François Durpaire et Olivier Richomme, L'Amérique de Barack Obama, Paris, Demopolis, 2007 (réimpr. 2008), 188 p. (ISBN 978-2-35457-040-8 et 2-35457-040-6)Trophée des arts afro-caribéens 2008
- François Durpaire et Thomas Snegaroff, L'Unité réinventée : Les Présidents américains face à la nation, Paris, Ellipses, 2008 (ISBN 978-2-7298-4073-0 et 2-7298-4073-7)
- François Durpaire et Olivier Richomme, Obama face à la crise, Paris, Demopolis, 2009
- Soufian Alsabbagh (préf. François Durpaire), L'Amérique de Mitt Romney, Paris, Demopolis, 2011, 259 p. (ISBN 978-2-35457-047-7)
- François Durpaire et Thomas Snégaroff, Les États-Unis pour les Nuls, Paris, First, 2012 (nouvelle édition 2020)
- François Durpaire, Histoire des États-Unis, Paris, PUF, coll. « Que sais-je ? », 2013 (nouvelle édition 2020)
- Jean-Eric Branaa (préf. François Durpaire), Qui veut la peau du Parti républicain ? : L'Incroyable Donald Trump, Paris, Les éditions de Passy, 2016, 190 p. (ISBN 978-2-35146-074-0)
- François Durpaire et Kévin Picciau, Le Petit Trump illustré par l'exemple, Paris, Nouveau Monde, 2016

### BD
- François Durpaire & Farid Boudjellal, La Présidente, Paris, Les Arènes, 2015, 158 p. (ISBN 978-2-35204-462-8)
- François Durpaire et Farid Boudjellal, Totalitaire, La Présidente 2, Paris, Les Arènes, 2016 (ISBN 978-2-35204-545-8)
- François Durpaire & Farid Boudjellal, La vague, La Présidente 3, Les Arènes, 2017  (ISBN 978-2352045885)
- François Durpaire & Brice Bingono, Le dernier livre, Glénat, 2021  (ISBN 978-2-344-03342-5)
- François Durpaire & Farid Boudjellal, ÉlyZée, Mourad Maurice éditions, 2022.

## Filmographie
- 2012 : Martin Luther King, la voie de la liberté (diffusé par France Ô, produit par BBC Worldwide)
- 2013 : Obama, un rêve métissé (diffusé par France Ô, produit par BBC Worldwide)
- 2015 : Katrina, 10 ans après (diffusé par France Ô, produit par Keep Shooting)